# Bisdom São José do Rio Preto
Het bisdom São José do Rio Preto (Latijn: Dioecesis Sancti Josephi Riopretensis) is een rooms-katholiek bisdom met als zetel São José do Rio Preto, in Brazilië. Het bisdom is suffragaan aan het aartsbisdom Ribeirão Preto.

## Geschiedenis
Het bisdom werd opgericht op 25 januari 1929, als het bisdom Rio Preto, uit delen van het bisdom São Carlos do Pinhal, en was suffragaan aan het aartsbisdom São Paulo. Op 19 april 1958 wisselde het van kerkprovincie en werd suffragaan aan het aartsbisdom Ribeirão Preto. Op 11 december 2002 veranderde het van naam naar São José do Rio Preto. 

## Parochies
Het bisdom had in 2020 een oppervlakte van 7.784 km2 en telde 776.850 inwoners waarvan 75,0% rooms-katholiek was.

## Bisschoppen
- Lafayette Libânio (8 augustus 1930 - 3 november 1966)
  - José Joaquim Gonçalves (hulpbisschop: 14 maart 1957 - 14 juni 1973)
- José de Aquino Pereira (6 mei 1968 - 26 februari 1997)
- Orani João Tempesta (26 februari 1997 - 13 oktober 2004)
- Paulo Mendes Peixoto (7 december 2005 - 7 maart 2012)
- Tomé Ferreira da Silva (26 september 2012 - 18 augustus 2021)
  - Moacir Silva (apostolisch administrator: 18 augustus 2021 - 19 maart 2022)
- Antônio Emídio Vilar (19 januari 2022 - heden)

Ribeirão Preto (aartsbisdom) · Barretos · Catanduva · Franca · Jaboticabal · Jales · São João da Boa Vista · São José do Rio Preto · Votuporanga